# Anemone hupehensis
Anemone hupehensis, ook wel Chinese anemoon genoemd, is een kruidachtige plant.
Ze werd ergens tussen 1900 en 1910 in Europa ingevoerd in Nancy, en is afkomstig uit de Chinese provincie Hubei. De botanische naam is afgeleid van de oude naam van deze provincie, Hupeh.
Een Italiaanse missionaris wist hier een winstgevende handel in te bedrijven.
De variëteit Anemone hupehensis var. japonica komt van nature voor in Japan.
De bloemen zijn wit, roze of gemengd van kleur. De plant groeit op plaatsen in de volle zon of in de halfschaduw. De bloeiperiode loopt van de late zomer tot de herfst.

## Tuin
In het klimaat in Midden- en West-Europa is de plant niet volledig winterhard, en de knollen moeten daarom 's winters afgedekt worden. Ze prefereert een vochtige grond met goede afwatering.

## Gallery

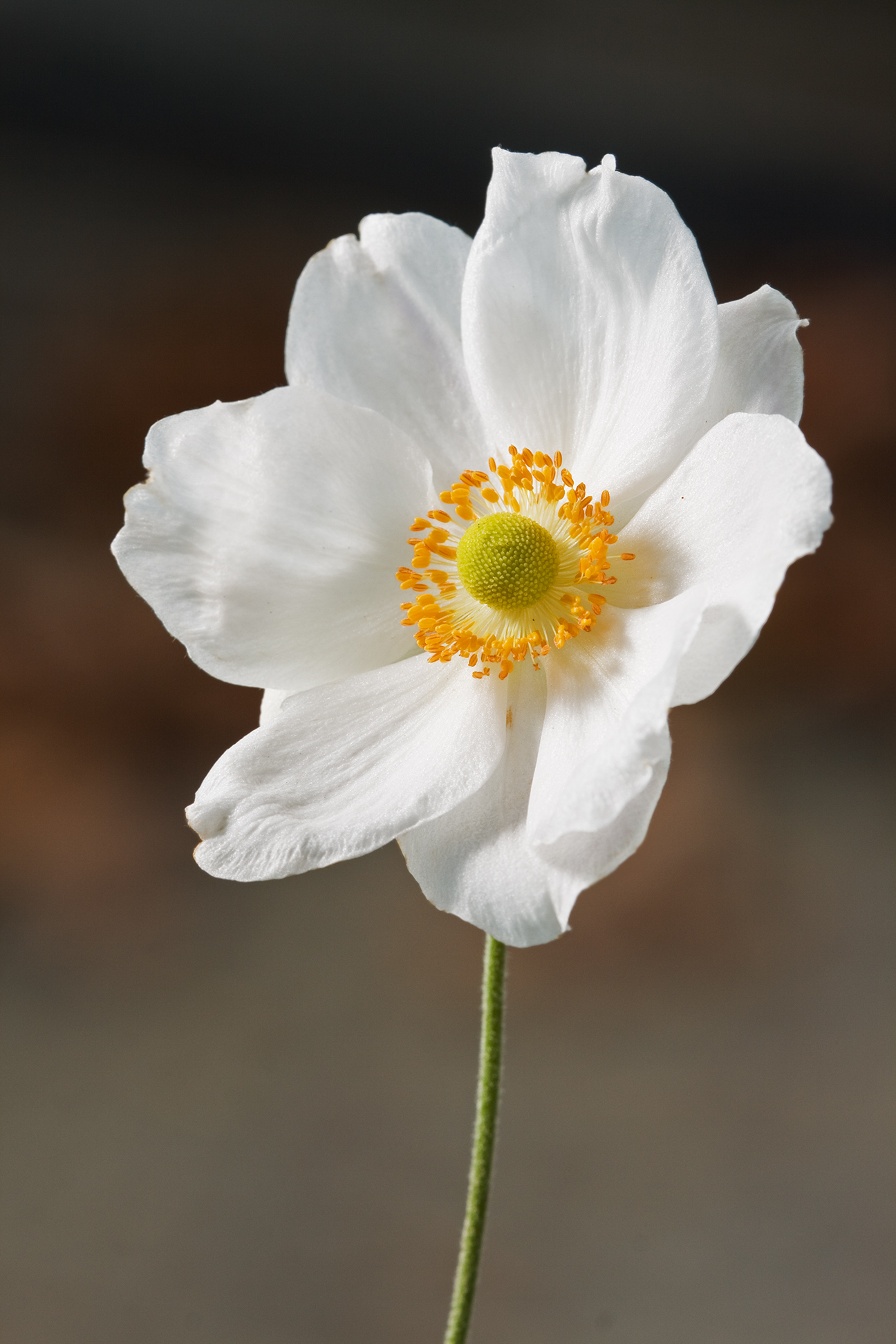
Anemone hupehensis var. japonica
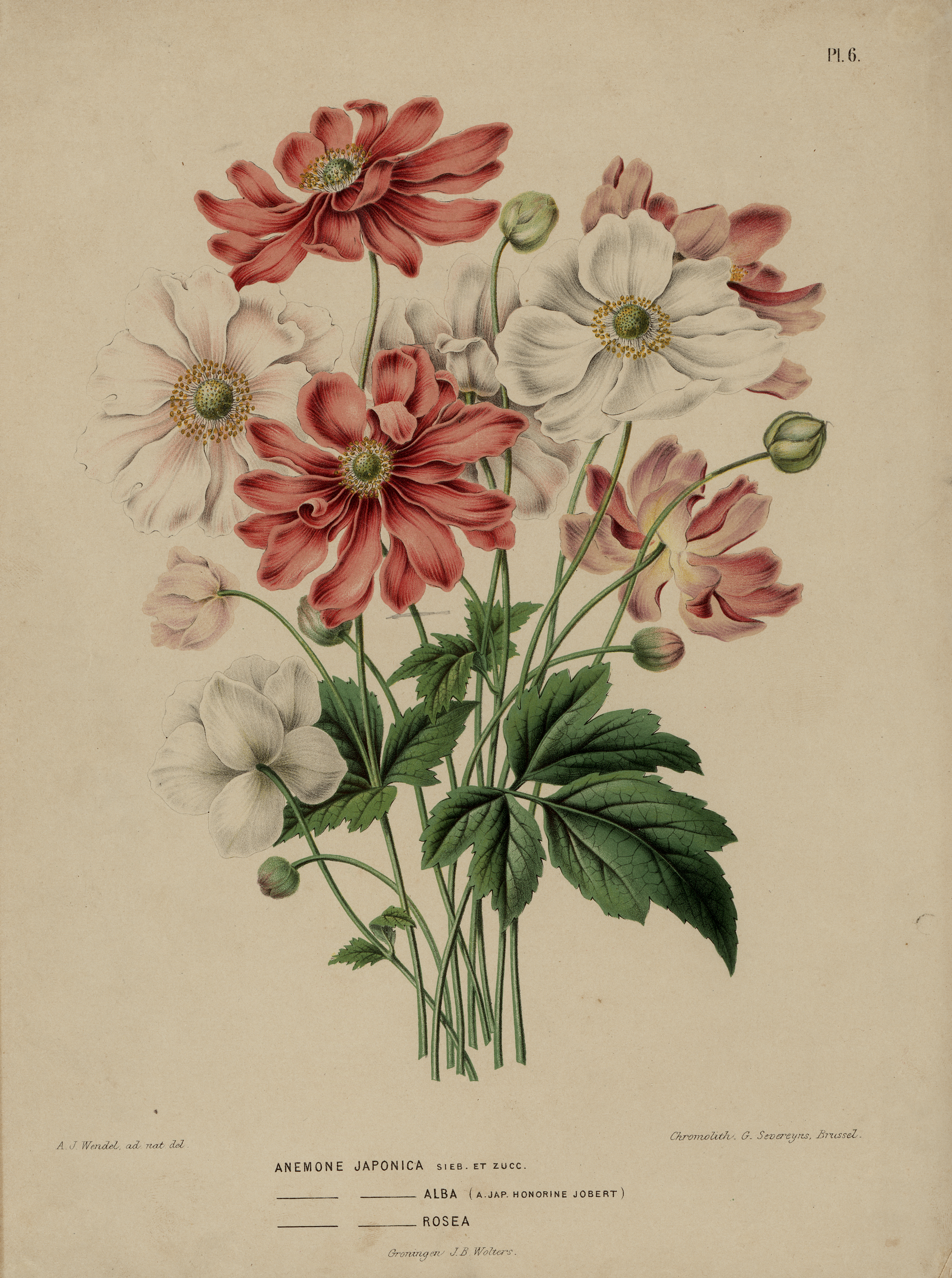
Anemone hupehensis in Witte's Flora (1868); afb: A.J. Wendel
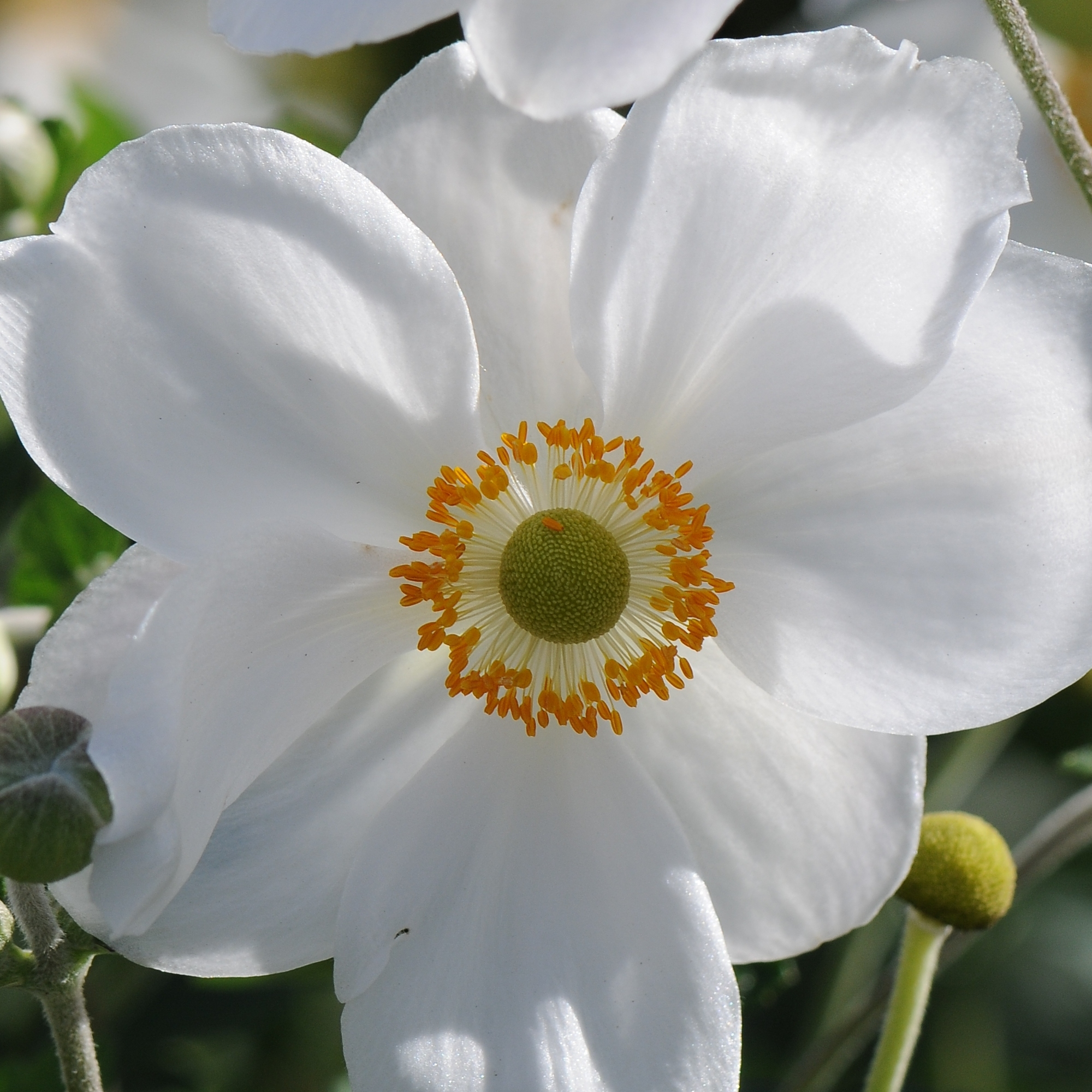
Anemone hupehensis var. japonica
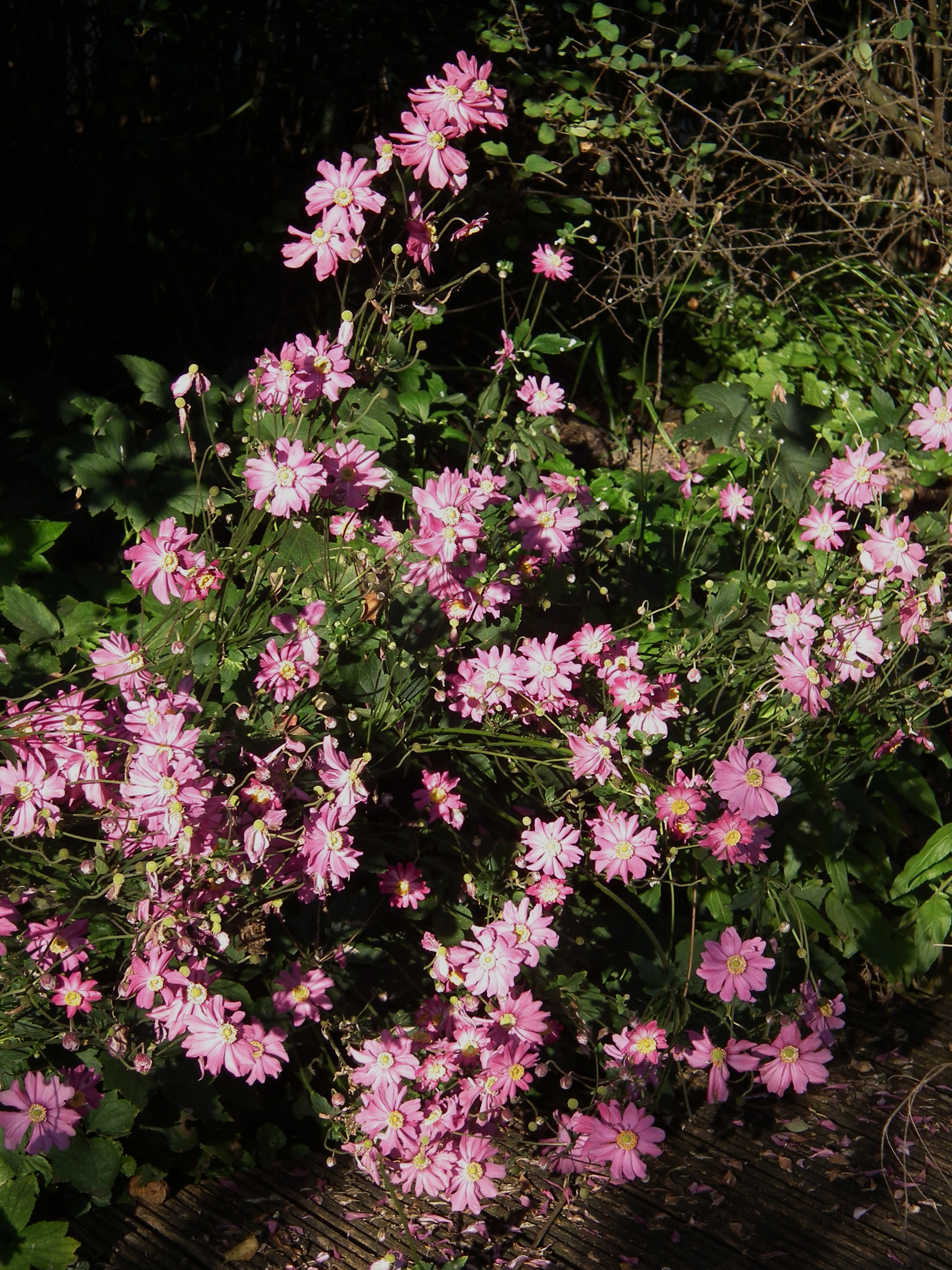
Anemone hupehensis cultivar

... · A. altaica · A. apennina (Blauwe anemoon) · A. blanda (Oosterse anemoon) · A. canadensis · A. coronaria · A. hupehensis · A. narcissiflora · A. nemorosa (Bosanemoon) · A. quinquefolia · A. ranunculoides (Gele anemoon) · A. sylvestris · A. trifolia · ...